# (500) Days of Summer
(500) Days of Summer (titulada (500) días juntos en España y (500) días con ella en Hispanoamérica) es una película estadounidense de 2009 del género comedia dramática dirigida por Marc Webb, escrita por Scott Neustadter y Michael H. Weber, y producida por Mark Waters. Fue protagonizada por Joseph Gordon-Levitt y Zooey Deschanel, y presenta una narrativa no lineal, cuya historia está basada en el protagonista masculino y su punto de vista de un romance fallido.
Como película independiente, fue distribuida por Fox Searchlight Pictures y se estrenó en el Festival de Cine de Sundance. Consiguió críticas positivas y se volvió un «éxito sorpresa», recaudando más de sesenta millones de dólares en total, sobrepasando los siete millones y medio de su presupuesto. Muchos críticos la calificaron como una de las mejores cintas de 2009 y la compararon con otras como Annie Hall (1977) y Alta fidelidad (2000).
El filme recibió el Premio Satellite al mejor guion original y el Independent Spirit Award al mejor guion, como también dos candidaturas a los Premios Globo de Oro de 2009 en las categorías de mejor película de comedia o musical y mejor actor en una comedia o musical (Gordon-Levitt).

## Argumento
Tom Hansen es un aspirante a arquitecto que trabaja como escritor en una compañía de tarjetas de felicitación. Conoce a Summer Finn, una nueva empleada. Descubren que tienen gustos similares en música. Más tarde, en una noche de karaoke para el trabajo, hablan sobre el amor. Tom cree en él, pero Summer no. El amigo y compañero de trabajo de Tom, McKenzie, revela borracho que a Tom le gusta Summer, lo cual él afirma que es solo "como amigos", algo con lo que Summer está de acuerdo. Unos días después, Summer besa espontáneamente a Tom en la oficina. Summer no busca una relación seria. Tom acepta una relación casual. Esa noche tienen sexo; Tom está encantado.
Durante los primeros meses de su relación, se vuelven más cercanos. Tanto los amigos de Tom como su hermana menor Rachel lo empujan a preguntarle a Summer en qué punto están en su relación, aunque Summer lo descarta, diciendo que no debería importar si ambos son felices. Una noche, Tom se pelea con un hombre que intenta ligar con Summer en un bar, lo que causa su primera discusión. Hacen las paces y Summer concede que Tom merece algo de certeza, pero exigir que ella prometa siempre sentir lo mismo por él sería imposible para cualquiera.
Poco a poco, su relación se vuelve menos apasionada y comienzan a discutir continuamente. Summer renuncia a la compañía de tarjetas de felicitación y termina con Tom, citando su evidente infelicidad. El jefe de Tom lo traslada al departamento de consolaciones, ya que su depresión lo hace inadecuado para eventos más felices. Tom tiene una cita a ciegas con una mujer llamada Alison. Tom pasa la cita hablando sobre Summer hasta que Alison se marcha exasperada.
Meses después, Tom asiste a la boda de su compañera Millie y trata de evitar a Summer en el tren, pero ella lo ve e invita a tomar un café. La pasan bien en la boda, bailan juntos y Summer atrapa el ramo. Ella invita a Tom a una fiesta en su apartamento, quedándose dormida en su hombro en el viaje de regreso. Tom asiste a la fiesta con la esperanza de reavivar su relación, pero apenas interactúa con Summer, pasando la mayor parte de la noche bebiendo solo, hasta que ve su anillo de compromiso.
Tom se va devastado. Más deprimido, solo sale de su apartamento para consumir alcohol y comida chatarra. Después de unos días, vuelve al trabajo con resaca y, tras un arrebato emocional, renuncia. Rachel le dice a Tom que no cree que Summer fuera "la indicada" y que él solo está recordando los momentos felices de la relación. Tom reflexiona más profundamente, finalmente viendo momentos de incompatibilidad que pasó por alto y señales de advertencia que no notó el día de la ruptura. Un día, Tom encuentra la energía para levantarse de la cama y se rededica a la arquitectura, como Summer lo había animado a hacer. Prepara un portafolio y consigue entrevistas de trabajo.
Summer visita a Tom en su lugar favorito de la ciudad. Él le dice que dejó la oficina y nota que ella se casó, lo cual no puede comprender ya que ella nunca quiso ser la novia de alguien. Summer dice que se casó porque se sintió segura, algo que no sintió con Tom. Cuando él dice que estaba equivocado sobre la existencia del amor verdadero, ella le responde que tenía razón sobre el amor, solo que estaba equivocado sobre que fuera con ella. Ella le dice que se alegra de que esté bien. Tom le desea felicidad.
El miércoles 23 de mayo, Tom conoce a una mujer que está solicitando el mismo trabajo. Descubre que ella comparte su lugar favorito y la invita a tomar un café después. Ella educadamente declina, pero luego cambia de opinión. Su nombre es Autumn.

## Reparto

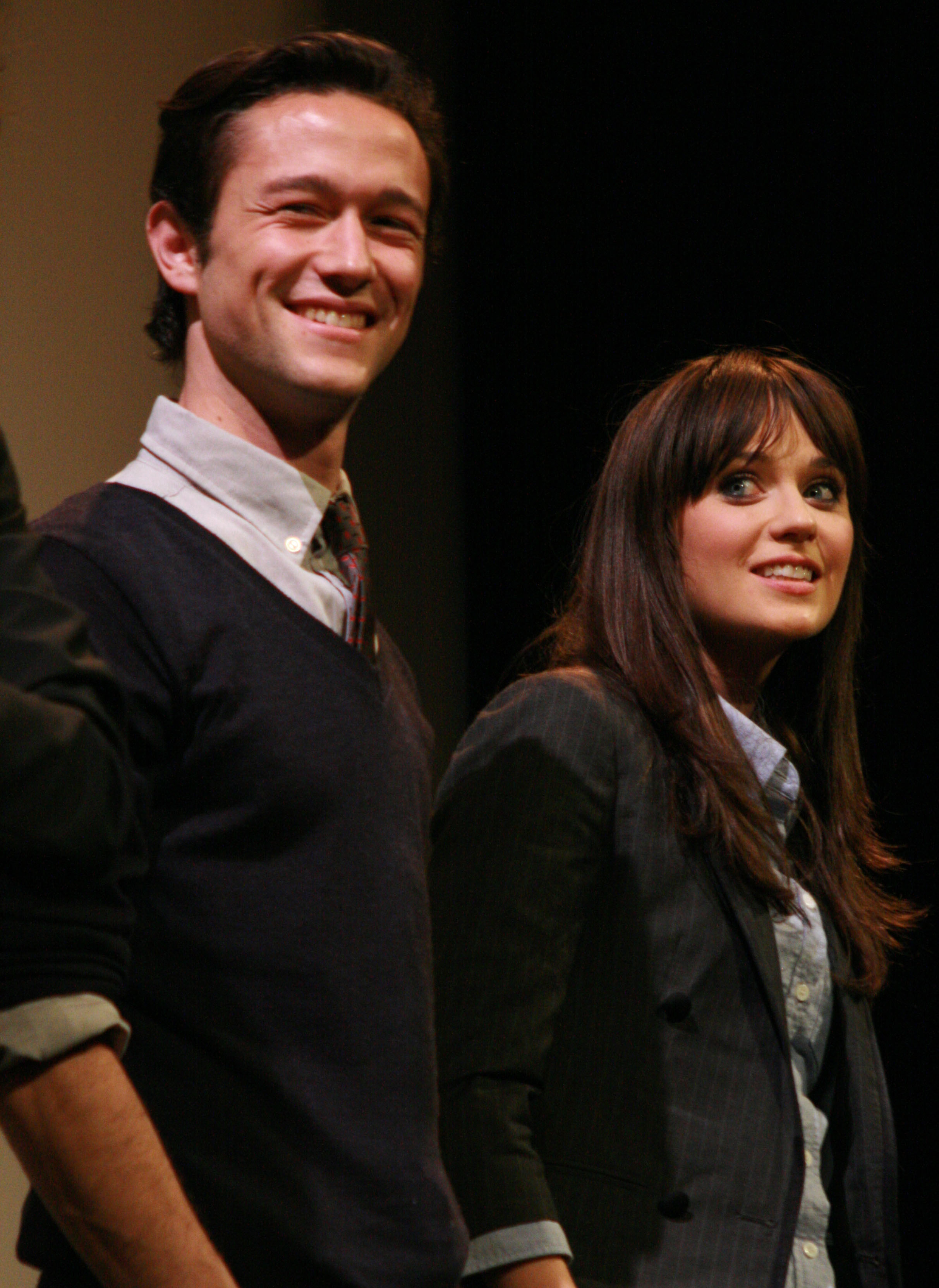
Joseph Gordon-Levitt y Zooey Deschanel durante el estreno de la película en marzo de 2009

- Joseph Gordon-Levitt como Tom Hansen
- Zooey Deschanel como Summer Finn
- Geoffrey Arend como McKenzie
- Chloë Grace Moretz como Rachel Hansen
- Matthew Gray Gubler como Paul
- Clark Gregg como Vance
- Patricia Belcher como Millie
- Rachel Boston como Alison
- Minka Kelly como Autumn

## Producción

### Escritura
La narración de la película es presentada de manera no lineal. Cada escena es introducida utilizando un título que indica cual de los 500 días es. Uno de los escritores del filme, Scott Neustadter, admitió que la trama está basada en un romance de la vida real. Neustadter explicó que cuando conoció la chica real que inspiró el personaje de Summer como estudiante en la London School of Economics en 2002, él se estaba recuperando de una mala ruptura amorosa y de inmediato se sintió «locamente, intensamente, irremediablemente enamorado» con la chica que le «devolvía los besos pero no su pasión». El final de la relación fue «dolorosa e inolvidablemente terrible», lo que lo motivó a coescribir el guion junto a Michael H. Weber. Cuando Neustadter le mostró el guion a la equivalente real de Summer, ella dijo que se identificaba más con el personaje de Tom. Weber además comentó: «Todos hemos estado en las trincheras del amor, todos hemos tenido altibajos, así que Scott y yo sentimos que la única manera de contar esta historia era abordarla desde una perspectiva completamente real. Fue muy interesante para nosotros porque Scott estaba pasando por una ruptura y yo estaba en una relación hacía tiempo, así que ambos aportamos una perspectiva totalmente opuesta, viviéndolo y no viviéndolo, y pienso que esa tensión ayudó a realzar más lo cómico».

### Locaciones

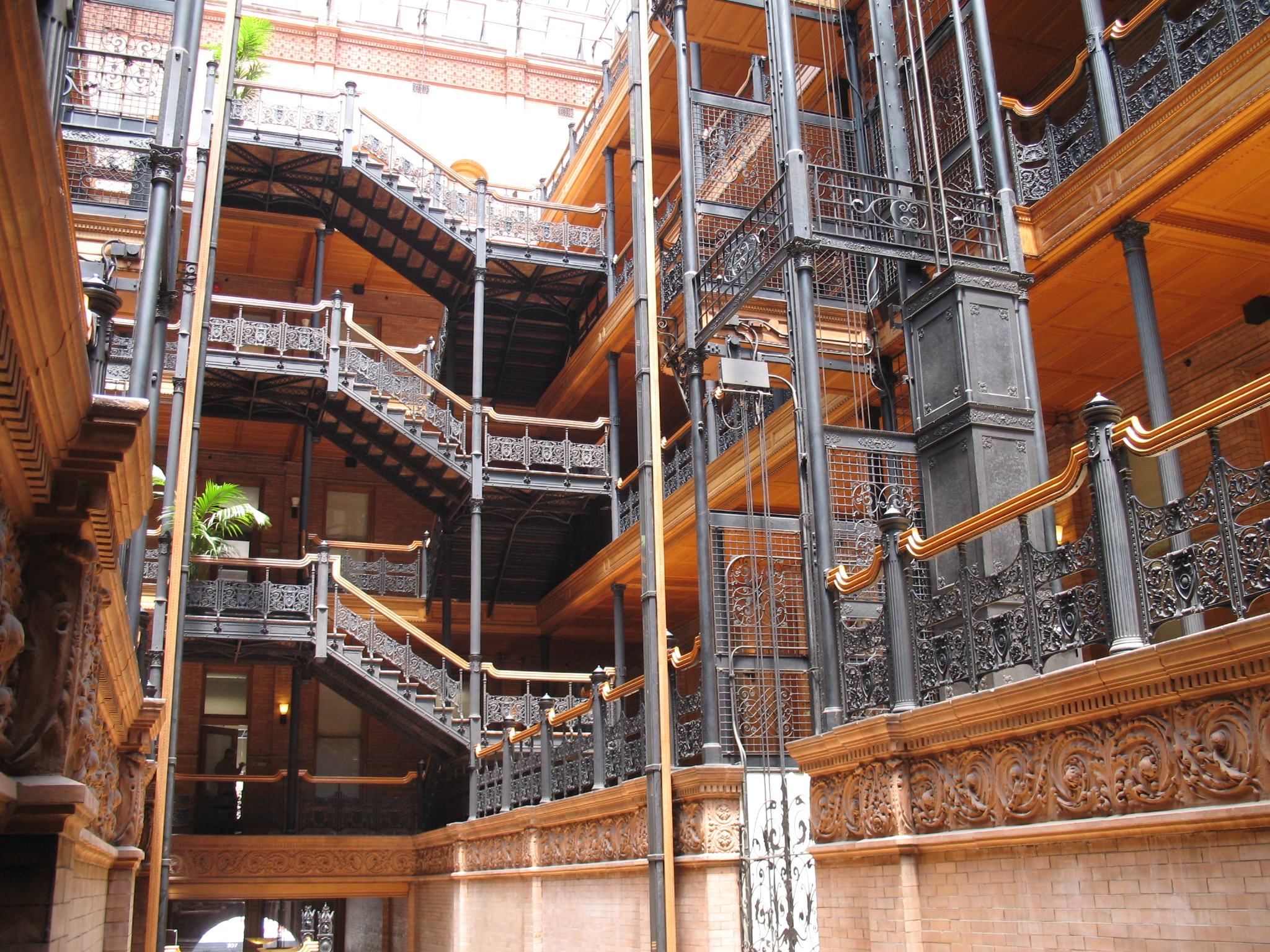
El Bradbury Building en Los Ángeles fue usado como locación

David Ng de Los Angeles Times describió la arquitectura como una protagonista de la película. El personaje de Tom puede ser visto leyendo The Architecture of Happiness de Alain de Botton. En un principio la película iba a estar ambientada en San Francisco pero más tarde la ciudad fue reemplazada por Los Ángeles y el guion fue reescrito para hacer mejor uso de esa locación. Algunos de los edificios usados fueron el Centro de Música de Los Ángeles (que incluye el Dorothy Chandler Pavilion) y las torres del One California Plaza. El más antiguo Fine Arts Building también aparece en el filme, en una escena donde Tom se lo muestra a Summer y menciona a sus arquitectos, Walker & Eisen, aunque los nombra incorrectamente como «Walker & Eisner». Christopher Hawthorne de Los Angeles Times mencionó que la película tiene un «refinado sentido del buen gusto» al incluir al Bradbury Building en la escena en que Tom va a una entrevista de trabajo.

## Lanzamiento
La película se estrenó en el Sundance Film Festival de 2009. Resultó un gran éxito y recibió una ovación de la multitud del festival. En Europa, (500) Days of Summer se estrenó en Suiza como la película de apertura del Festival Internacional de Cine de Locarno número 62.
Filmada de forma independiente fue distribuida por Searchlight Pictures y estrenada de forma limitada en Estados Unidos y Canadá el 17 de julio de 2009, más tarde fue estrenada en una mayor cantidad de cines el 7 de agosto del mismo año. Su lanzamiento en Irlanda y Reino Unido fue el 2 de septiembre de 2009 y en Australia el 17 de ese mismo mes.
DVD y Blu-ray
(500) Days of Summer fue lanzada en DVD y Blu-ray el 22 de diciembre de 2009 en Norteamérica. En octubre de 2010 la versión en DVD había vendido 759.081 copias ganando con ello 11.382.604 dólares. Fue lanzada en los mismos formatos el 18 de junio de 2010 en el Reino Unido y el 10 de febrero en Australia.

## Recepción

### Taquilla
Tras el estreno limitado inicial en Estados Unidos, se esperaba que la película se transformara en el «éxito indie del verano». Más tarde, durante su fin de semana de estreno en el resto del país, el filme recaudó veintisiete veces el costo original de su producción, volviéndose uno de los mayores «éxitos sorpresa» del año. El 8 de septiembre, la película había recaudado 1,2 millones de libras tras 318 proyecciones en el Reino Unido, recaudando alrededor de la mitad que el blockbuster de ciencia ficción District 9, que recaudó 2,2 millones. Finalmente, (500) Days of Summer recaudó 32 391 374 millones de dólares en las salas de cine de Estados Unidos y Canadá, y 34 439 764 en total.

### Crítica
(500) Days of Summer recibió críticas positivas, muchas de ellas elogiando el guion y la actuación de Gordon-Levitt. En Rotten Tomatoes, la película alcanzó un porcentaje de aprobación del 85 % basado en 219 reseñas, con un puntaje promedio de 7,6 sobre 10. El consenso del sitio dice: «Una comedia romántica ingeniosa y original, (500) Days of Summer es sorprendentemente honesta y totalmente cautivadora». Más tarde, en los «Golden Tomato Awards» del sitio, que premiaron las películas con mejores críticas de 2009, el filme fue colocado en el segundo puesto en la categoría romántica. En Metacritic la cinta recibió un promedio de 76 sobre 100 basado en 36 reseñas, siendo catalogada como una película de «críticas generalmente favorables».
Roger Ebert del Chicago Sun-Times calificó a la película con cuatro estrellas sobre cuatro y la describió como «una encantadora comedia, llena de ingenio». Elogió las actuaciones de Gordon-Levitt y Deschanel y finalizó su reseña diciendo: «Aquí está una extraña película que comienza contándonos cómo terminará y trata sobre cómo el héroe no tiene idea de por qué». El periódico Los Angeles Times publicó una reseña positiva, escribiendo: «500 Days of Summer es algo pocas veces visto: una comedia romántica original. Está llena de energía, emoción e intelecto, mientras trata los vertiginosas altas y llorosas bajas de una apasionada relación». Dana Stevens de la revista Slate también elogió el filme y dijo: «Es divertido tanto verla como hablar de ella después, y posee el evasivo requisito indispensable de una comedia romántica: dos protagonistas interesantes por igual que rebotan maravillosamente entre sí».
El crítico de Entertainment Weekly Owen Gleiberman destacó la originalidad de la trama: «La mayoría de las comedias románticas tienen media docena de situaciones como mucho: primer encuentro, pasión, montaje con una canción pop, malentendido planeado, ruptura y reconciliación final. 500 Days of Summer se trata de los tantos momentos inclasificables entre medio». Scott Knopf de Film Threat se refirió al guion como «fantástico» y elogió el elemento innovador del filme: «Por supuesto se conocen. Por supuesto se enamoran. Por supuesto hay problemas. Suena trillado pero lo notable de 500 Days es cómo el filme explora nuevas formas de contar la historia más antigua del mundo». Concluyó diciendo que la cinta es «la mejor comedia romántica desde Love Actually».
Peter Travers de la Rolling Stone calificó la cinta con tres estrellas y media sobre cuatro afirmando: «El chico conoce a la chica, el chico pierde a la chica. Se ha hecho hasta el cansancio. Es por eso que la ingeniosa-sexy-alegre-triste 500 Days of Summer te pega como una ráfaga de oxígeno romántico puro» y concluyó: «500 Days es por el contrario otro tipo de historia de amor: una honesta que se queda con una parte de ti». Escribiendo para IGN, Eric Goldman puntuó la película con un nueve sobre diez en su reseña de la edición en Blu-ray. Opinó que se trataba de «una de las mejores de 2009» y resaltó lo innovador de la historia en una género muchas veces estereotipado: «500 Days of Summer demuestra que hay una manera de aportar algo original y nuevo a uno de los géneros más cliché y a menudo frustrantes: la comedia romántica». Otros críticos tuvieron opiniones contrarias, como Toby Young del periódico británico The Times que, a pesar de calificarla positivamente, dijo: «Difícilmente es la comedia romántica más original de los últimos veinte años. Tomar las mejores partes de otras películas y reordenarlas en una secuencia no lineal no resulta en un filme original». Peter Bradshaw de The Guardian dijo que la película estaba «desfavorecida por clichés de sitcom y por estar extrañamente desinteresada en la vida interior de su protagonista femenina».
En una reseña de cinco estrellas sobre cinco, Mark Adams del Daily Mirror elogió las actuaciones y la química entre Deschanel y Gordon-Levitt. Chris Tookey del Daily Mail escribió: «Para los jóvenes, esta es una historia de advertencia que vale la pena. Si eres más maduro, te hará recordar cómo se sentía ser ingenuo, motivado por el primer amor y mortificado cuando resultaba que ese alguien no te amaba ni cerca de lo que te hubiese gustado». Otros medios como The New York Times, Empire y The A.V. Club también publicaron reseñas favorables.

### Listas de las diez mejores películas
La película fue incluida en varias listas de las diez mejores del año 2009 realizadas por críticos de cine.
| Publicación              | Puesto | Refs.  |
| ------------------------ | ------ | ------ |
| St. Louis Post Dispatch  | 1      | [ 37 ] |
| About.com                | 2      | [ 38 ] |
| The Capital Times        | 2      | [ 39 ] |
| BBC Radio 1              | 3      | [ 40 ] |
| Richard Roeper           | 4      | [ 37 ] |
| Miami Herald             | 5      | [ 37 ] |
| Entertainment Weekly     | 6      | [ 37 ] |
| USA Today                | 6      | [ 37 ] |
| Associated Press         | 7      | [ 41 ] |
| The Hollywood Reporter   | 7      | [ 37 ] |
| New York Daily News      | 7      | [ 37 ] |
| Premiere                 | 7      | [ 37 ] |
| Chicago Reader           | 8      | [ 37 ] |
| Rolling Stone            | 9      | [ 37 ] |
| National Board of Review | N/A    | [ 42 ] |

### Premios
Scott Neustadter y Michael H. Weber recibieron numerosos premios por su guion; incluyendo el premio al guionista revelación en el Festival de Cine de Hollywood, el Satellite al mejor guion original, el premio de la Southeastern Film Critics Association al mejor guion original —la misma organización también nombró al filme uno de los mejores diez del año— y el Las Vegas Film Critics Society Award al mejor guion.
La película fue incluida entre las diez mejores del año 2009 por el National Board of Review. Además recibió dos candidaturas a los Premios Globo de Oro de 2009 en las categorías de mejor película de comedia o musical y mejor actor de comedia o musical (Joseph Gordon-Levitt). Asimismo, fue nominada a cuatro Premios Independent Spirit y ganó el premio al mejor guion.
| Premios                                        | Premios                                      | Premios                                                   | Premios                        |
| Organización                                   | Categoría                                    | Receptor(es)                                              | Resultado                      |
| ---------------------------------------------- | -------------------------------------------- | --------------------------------------------------------- | ------------------------------ |
| Asociación de Críticos de Cine de Chicago      | Cineasta más prometedor                      | Marc Webb                                                 | Nominado                       |
| Premios de la Crítica Cinematográfica          | Mejor comedia                                | Mejor comedia                                             | Nominada                       |
| Premios de la Crítica Cinematográfica          | Mejor guion original                         | Scott Neustadter y Michael H. Weber                       | Nominados                      |
| Denver Film Critics Society                    | Mejor guion original                         | Scott Neustadter y Michael H. Weber                       | Nominados                      |
| Detroit Film Critics Society                   | Mejor película                               | Mejor película                                            | Nominada                       |
| Detroit Film Critics Society                   | Mejor director                               | Marc Webb                                                 | Nominado                       |
| Detroit Film Critics Society                   | Mejor actor                                  | Joseph Gordon-Levitt                                      | Nominado                       |
| Premios Globo de Oro                           | Mejor película - Comedia o musical           | Mejor película - Comedia o musical                        | Nominada                       |
| Premios Globo de Oro                           | Mejor actor - Comedia o musical              | Joseph Gordon-Levitt                                      | Nominado                       |
| Festival de Cine de Hollywood                  | Guionista revelación                         | Scott Neustadter y Michael H. Weber                       | Ganadores                      |
| Houston Film Critics Society                   | Mejor película                               | Mejor película                                            | Nominada                       |
| Premios Independent Spirit                     | Mejor película                               | Mejor película                                            | Nominada                       |
| Premios Independent Spirit                     | Mejor guion                                  | Scott Neustadter y Michael H. Weber                       | Ganadores                      |
| Premios Independent Spirit                     | Mejor actor                                  | Joseph Gordon-Levitt                                      | Nominado                       |
| Indiana Film Critics Association               | Mejores 10 películas del año                 | Mejores 10 películas del año                              | Mejores 10 películas del año   |
| Las Vegas Film Critics Society                 | Mejor guion                                  | Scott Neustadter y Michael H. Weber                       | Ganadores                      |
| National Board of Review                       | Mejores 10 películas del año                 | Mejores 10 películas del año                              | Mejores 10 películas del año   |
| National Board of Review                       | Mejor ópera prima de un director             | Marc Webb                                                 | Ganador                        |
| Oklahoma Film Critics Circle                   | Mejor película                               | Mejor película                                            | Nominada                       |
| Oklahoma Film Critics Circle                   | Mejor guion original                         | Scott Neustadter y Michael H. Weber                       |                                |
| People's Choice Awards                         | Película independiente favorita              | Película independiente favorita                           | Nominada                       |
| San Diego Film Critics Society                 | Mejor montaje                                | Alan Edward Bell                                          | Ganador                        |
| Premios Satellite                              | Mejores 10 películas del año                 | Mejores 10 películas del año                              | Mejores 10 películas del año   |
| Premios Satellite                              | Mejor guion original                         | Scott Neustadter y Michael H. Weber                       | Ganadores                      |
| Premios Satellite                              | Mejor actriz dramática                       | Zooey Deschanel                                           | Nominada                       |
| Southeastern Film Critics Association          | Mejores diez películas del año               | Mejores diez películas del año                            | Mejores diez películas del año |
| Southeastern Film Critics Association          | Mejor guion original                         | Scott Neustadler y Michael H. Weber                       | Ganadores                      |
| St. Louis Gateway Film Critics Association     | Mejor película                               | Mejor película                                            | Nominada                       |
| St. Louis Gateway Film Critics Association     | Mejor comedia                                | Mejor comedia                                             | Nominada                       |
| St. Louis Gateway Film Critics Association     | Mejor guion                                  | Scott Neustadter y Michael H. Weber                       | Ganadores                      |
| St. Louis Gateway Film Critics Association     | Película más original, innovadora o creativa | Película más original, innovadora o creativa              | Nominada                       |
| St. Louis Gateway Film Critics Association     | Escena favorita                              | Secuencia de pantalla dividida «Expectations vs. reality» | Nominada                       |
| St. Louis Gateway Film Critics Association     | Escena favorita                              | Baile «Morning after»                                     | Nominada                       |
| Utah Film Critics Association                  | Mejor guion                                  | Scott Neustadter y Michael H. Weber                       | Nominados                      |
| Washington D. C. Area Film Critics Association | Mejor guion original                         | Scott Neustadter y Michael H. Weber                       | Nominados                      |

## Música
Se lanzaron dos álbumes de banda sonora de (500) Days of Summer. El primero, que consistió de varias canciones pop, indie rock, rock alternativo y folk incluidas en el filme, fue editado a través de Sire Records y alcanzó el número 42 en la lista de ventas de Billboard 200. Andrew Leahey de Allmusic calificó al álbum con tres estrellas y media sobre cinco, comentando: «Con la música interpretando un papel tan fundamental en la trama, es refrescante ver que el soundtrack que la acompaña hace bien su trabajo, destilando las colecciones de discos de los personajes (sin mencionar el ambiente poco convencional y nostálgico de la película) en una ecléctica lista de canciones». El segundo álbum incluyó la banda sonora original compuesta por Mychael Danna y Rob Simonsen.
| N.º | Título                                                                                        | Escritor(es)                                                        | Intérprete        | Duración |  |
| 1.  | «A Story of Boy Meets Girl»                                                                   | Mychael Danna, Rob Simonsen                                         | Richard McGonagle | 1:35     |  |
| 2.  | «Us» (from Soviet Kitsch, 2004)                                                               | Regina Spektor                                                      | Regina Spektor    | 4:49     |  |
| 3.  | «There Is a Light That Never Goes Out» (from The Queen Is Dead, 1986)                         | Johnny Marr, Morrissey                                              | The Smiths        | 4:03     |  |
| 4.  | «Bad Kids» (from Good Bad Not Evil, 2007)                                                     | Cole Alexander, Ian Brown, Jared Swilley, Joseph Bradley            | Black Lips        | 2:08     |  |
| 5.  | «Please, Please, Please Let Me Get What I Want» (from "William, It Was Really Nothing", 1984) | Marr, Morrissey                                                     | The Smiths        | 1:52     |  |
| 6.  | «There Goes the Fear» (from The Last Broadcast, 2002)                                         | Jimi Goodwin, Andy Williams, Jez Williams                           | Doves             | 6:56     |  |
| 7.  | «You Make My Dreams» (from Voices, 1980)                                                      | Sara Allen, Daryl Hall, John Oates                                  | Hall & Oates      | 3:05     |  |
| 8.  | «Sweet Disposition» (from Conditions, 2009)                                                   | Lorenzo Sillitto, Dougy Mandagi                                     | The Temper Trap   | 3:53     |  |
| 9.  | «Quelqu'un m'a dit» (from Quelqu'un m'a dit, 2003)                                            | Carla Bruni, Leos Carax                                             | Carla Bruni       | 2:44     |  |
| 10. | «Mushaboom» (from Let It Die, 2004)                                                           | Leslie Feist                                                        | Feist             | 3:44     |  |
| 11. | «Hero» (from Begin to Hope, 2006)                                                             | Spektor                                                             | Regina Spektor    | 3:31     |  |
| 12. | «Bookends» (from Bookends, 1968)                                                              | Paul Simon                                                          | Simon & Garfunkel | 1:20     |  |
| 13. | «Vagabond» (from Wolfmother, 2005)                                                            | Myles Heskett, Chris Ross, Andrew Stockdale                         | Wolfmother        | 3:47     |  |
| 14. | «She's Got You High» (from These Things Move in Threes, 2007)                                 | James Arguile, Niall Buckler, Oli Frost, Gareth Jennings, James New | Mumm-Ra           | 3:25     |  |
| 15. | «Here Comes Your Man» (originally performed by Pixies)                                        | Charles Thompson                                                    | Meaghan Smith     | 3:13     |  |
| 16. | «Please, Please, Please Let Me Get What I Want» (originally performed by The Smiths)          | Marr, Morrissey                                                     | She & Him         | 2:12     |  |

| iTunes bonus tracks |                                                        |                           |                      |          |  |
| N.º                 | Título                                                 | Escritor(es)              | Intérprete           | Duración |  |
| 17.                 | «Here Comes Your Man» (originally performed by Pixies) | Thompson                  | Joseph Gordon-Levitt |          |  |
| 18.                 | «Sugar Town» (originally performed by Nancy Sinatra)   | Lee Hazlewood             | Zooey Deschanel      |          |  |
| 19.                 | «At Last» (originally performed by Etta James)         | Mack Gordon, Harry Warren | Kevin Michael        |          |  |

| Todas las letras escritas por Mychael Danna y Rob Simonsen.\| N.º \| Título \| Duración \| \| \| 1. \| «Main Title» \| 1:35 \| \| \| 2. \| «Trouble» \| 0:47 \| \| \| 3. \| «Things Were Going So Well» \| 1:46 \| \| \| 4. \| «I Want to Get Her Back» \| 2:23 \| \| \| 5. \| «Anal Girl» \| 1:39 \| \| \| 6. \| «Friends» \| 2:14 \| \| \| 7. \| «Ikea» \| 0:57 \| \| \| 8. \| «After Dance» \| 0:56 \| \| \| 9. \| «Serious» \| 1:15 \| \| \| 10. \| «87» \| 1:32 \| \| \| 11. \| «Arm Drawing» \| 2:55 \| \| \| 12. \| «Nobody Can» \| 2:04 \| \| \| 13. \| «Art Gallery» \| 1:23 \| \| \| 14. \| «New Wave» \| 1:19 \| \| \| 15. \| «I Love Us» \| 2:40 \| \| \| 16. \| «Blind Date» \| 1:39 \| \| \| 17. \| «I'm Not Going» \| 1:21 \| \| \| 18. \| «Train Ride Home» \| 0:53 \| \| \| 19. \| «Sketching Again» \| 1:48 \| \| \| 20. \| «To the Architect» \| 3:50 \| \| |                             |          |  |
| N.º | Título                      | Duración |  |
| 1. | «Main Title»                | 1:35     |  |
| 2. | «Trouble»                   | 0:47     |  |
| 3. | «Things Were Going So Well» | 1:46     |  |
| 4. | «I Want to Get Her Back»    | 2:23     |  |
| 5. | «Anal Girl»                 | 1:39     |  |
| 6. | «Friends»                   | 2:14     |  |
| 7. | «Ikea»                      | 0:57     |  |
| 8. | «After Dance»               | 0:56     |  |
| 9. | «Serious»                   | 1:15     |  |
| 10. | «87»                        | 1:32     |  |
| 11. | «Arm Drawing»               | 2:55     |  |
| 12. | «Nobody Can»                | 2:04     |  |
| 13. | «Art Gallery»               | 1:23     |  |
| 14. | «New Wave»                  | 1:19     |  |
| 15. | «I Love Us»                 | 2:40     |  |
| 16. | «Blind Date»                | 1:39     |  |
| 17. | «I'm Not Going»             | 1:21     |  |
| 18. | «Train Ride Home»           | 0:53     |  |
| 19. | «Sketching Again»           | 1:48     |  |
| 20. | «To the Architect»          | 3:50     |  |